# Obaranje zrakoplova U-2
Obaranje zrakoplova U-2 bio je međunarodni incident koji se dogodio 1. svibnja 1960. godine, nakon što je sovjetska protuzračna obrana oborila američki špijunski zrakoplov U-2, koji je provodio izviđačke letove na velikim visinama unutar teritorija Sovjetskog Saveza. 

## Kontekst
Krajem pedesetih godina dvadesetog stoljeća, Eisenhowerova administracija pokušavala je od Pakistana pribaviti dozvole za otvaranje svojih obavještajnih postrojenja u njihovoj zemlji i korištenje pakistanskog teritorija za pokretanje špjunskih letova prema Sovjetskom Savezu. U tu svrhu, Amerikancima je dozvoljeno korištenje zračne baze Peshawar u sjevernom Pakistanu. Američka vojska bila je u uvjerenju da im sposobnosti njihovih zrakoplova U-2 omogućavaju letove nad Sovjetskim Savezom koji su iznad maksimanih visina koje može doseći tadašnja sovjetska lovačka avijacija i protuzračni projektili.

### Prethodni letovi
Američka obavještajna zajednica imala je zadaću iskopati podatke o broju sovjetskih interkontinentalnih balističkih projektila pa je početkom travnja 1960. godine pilot Bob Ericson preko planinskog lanca Palmir zašao u teritorij Sovjetskog Saveza nadliječući vojne poligone u Semipalatinsku i zračnu bazu Polon u kojoj su bili smješteni strateški bomarderi Tu-95, nakon čega je nastavio letjeti prema testnom poligonu Sarišgan u Kazahstanu, pa prema kozmodromu Bajkonur. Iako je sovjetsko zrakoplovstvo uočilo avion, pilot je izbjegao nekoliko pokušaja presretanja te je na kraju uspješno sletio u Iranu.

## Kritičan let
Dana 1. svibnja 1960. prema teritoriju Sovjetskog Saveza iz baze u Pakistanu krenuo je još jedan let pod kodnim imenom GRAND SLAM, kojim je upravljao pilot Francis Powers. On je trebao preletjeti preko kozmodroma u Bajkonuru i Pletesku, te postrojenja za proizvodnju uranija u Čeljabinsku, nakon čega je trebao nastaviti sjeverno i sletjeti u Norveškoj. Sovjeti su očekivali ovaj let, pa su sve zrakoplovne u protuzrače snage u Kazahstanu, Uralu i dalekom sjeveru stavljene u stanje najviše pripravnosti. Glavni zapovjednik sovjetskog zrakoplovstva Jevgenij Sativski izdao je zapovijed da sve moguće snage na putanji zrakoplova napadnu uljeza, što uključuje i zabijanje u zrakoplov ako bude potrebno.
Budući da je U-2 letio na velikim visinama, lovačka avijacija nije uspjela presresti izviđačku letjelicu, a neuspješni su bili i prvi pokušaji gađanja raketama zamlja-zrak. Ipak, dok je Powers došao do područja Urala, jedna protuzračna bitnica S-75 Dvina uspješno je pogodila U-2 svojom raketom. Powers se katapultirao iz aviona, ali je ubrzo po slijetanju uhvaćen.  Sovjetske protuzračne rakete također su greškom oborile jedan vlastiti MiG-19, dok su pokušavale oboriti U-2, čiji je pilot poginuo.

## Posljedice obaranja
U vremenu neposredno nakon obaranja, američka je strana negirala da im je zrakoplov oboren, te su samo objavili da je jedan od njihovih zrakoplova nestao sjeverno od Turske.Sovjetski vođa Hruščov, lukavim političkim manevrom pustio da američka administracija nekoliko dana ustraje u svojoj paravanskoj priči o događajima, nakon čega je svjetskoj javnosti otkrio cijelu istinu, uključujući činjenicu da su uhvatili pilota živog, čime je upisao političku pobjedu nad Eisenhowerom u ovoj utakmici.

## Galerija slika
- Putanja predviđenog leta U-2
- Ostaci aviona pohranjeni u ruskom muzeju.
- Raketa zemlja-zrak SA-7 kakvom je oboren špijunski zrakoplov.
- Pilot Francis Powers, na sudu nakon zarobljavanja.